# 劳伦斯·弗林盖蒂
劳伦斯·蒙桑托·弗林盖蒂（英語：Lawrence Monsanto Ferlinghetti，1919年3月24日—2021年2月23日）美国诗人、画家、社会活动家、城市之光书店建立者，作品涉及诗歌、译作、小说、戏剧、艺术评论和影视台词。他有观点认为“知识分子最大的贡献是保持异议”。
2021年2月22日因肺功能退化導致的間質性肺病去世。